# 2016-os GP2 osztrák nagydíj
A 2016-os GP2 osztrák nagydíj volt a 2016-os GP2-szezon negyedik futama. A versenyeket július 1. és 3. között rendezték Spielbergben. A főversenyt Mitch Evans, a sprintversenyt pedig Jordan King nyerte.

## Időmérő
Az osztrák nagydíj időmérő edzését július 2-án, délután tartották. A pole-pozíciót Szergej Szirotkin szerezte meg Antonio Giovinazzi és Pierre Gasly előtt.
| Helyezés | Rajtszám | Versenyző          | Csapat              | Idő      | Különbség | Körök |
| -------- | -------- | ------------------ | ------------------- | -------- | --------- | ----- |
| 1.       | 2        | Szergej Szirotkin  | ART Grand Prix      | 1:13,663 | –         | 14    |
| 2.       | 20       | Antonio Giovinazzi | Prema Racing        | 1:13,669 | +0,006    | 15    |
| 3.       | 21       | Pierre Gasly       | Prema Racing        | 1:13,803 | +0,140    | 14    |
| 4.       | 15       | Luca Ghiotto       | Trident             | 1:14,091 | +0,428    | 15    |
| 5.       | 10       | Artyom Markelov    | Russian Time        | 1:14,099 | +0,436    | 14    |
| 6.       | 9        | Raffaele Marciello | Russian Time        | 1:14,184 | +0,521    | 13    |
| 7.       | 22       | Oliver Rowland     | MP Motorsport       | 1:14,316 | +0,653    | 13    |
| 8.       | 5        | Alex Lynn          | DAMS                | 1:14,387 | +0,724    | 13    |
| 9.       | 3        | Norman Nato        | Racing Engineering  | 1:14,456 | +0,793    | 15    |
| 10.      | 7        | Mitch Evans        | Campos Racing       | 1:14,574 | +0,911    | 14    |
| 11.[1]   | 24       | Nabil Jeffri       | Arden International | 1:14,626 | +0,963    | 14    |
| 12.      | 19       | Marvin Kirchhöfer  | Carlin              | 1:14,647 | +0,984    | 14    |
| 13.      | 12       | Arthur Pic         | Rapax               | 1:14,688 | +1,025    | 15    |
| 14.      | 4        | Jordan King        | Racing Engineering  | 1:14,815 | +1,152    | 15    |
| 15.[2]   | 18       | Sergio Canamasas   | Carlin              | 1:14,832 | +1,169    | 15    |
| 16.      | 1        | René Binder        | ART Grand Prix      | 1:14,886 | +1,223    | 12    |
| 17.[3]   | 6        | Nicholas Latifi    | DAMS                | 1:14,958 | +1,295    | 15    |
| 18.      | 11       | Gustav Malja       | Rapax               | 1:15,020 | +1,357    | 15    |
| 19.      | 8        | Sean Gelael        | Campos Racing       | 1:15,112 | +1,449    | 14    |
| 20.      | 23       | Daniël de Jong     | MP Motorsport       | 1:15,307 | +1,644    | 11    |
| 21.[4]   | 25       | Jimmy Eriksson     | Arden International | 1:15,531 | +1,868    | 12    |
| 22.      | 14       | Philo Paz Armand   | Trident             | 1:15,675 | +2,012    | 15    |

Megjegyzések:
- ↑ 1:  Nabil Jeffri 3 rajthelyes büntetésben részesült, mert leggyorsabb köre közben nem lassított a sárga zászlónál.[1]
- ↑ 2:  Sergio Canamasas 3 rajthelyes büntetésben részesült Arthur Pic feltartásáért.[1]
- ↑ 3:  Nicholas Latifi szintén 3 rajthelyes büntetésben részesült Pierre Gasly feltartásáért.[1]
- ↑ 4:  Jimmy Eriksson 3 rajthelyes büntetésben részesült még az európai nagydíj második versenyén történt balesete miatt. Eriksson a rajtrácson nem tudta letölteni, ezért a főverseny a boxutcából rajtolva kellett megkezdenie.[2]

## Főverseny
Az osztrák nagydíj főversenyét július 2-án, délután tartották. Szirotkin lassú rajtott vett, ezáltal mindkét Premás autó is meg tudta őt előzni Giovinazzi Gasly sorrendben. Gasly gyorsabbnak érezte magát csapattársánál, ezért az emelkedőn fölfele meg is előzte őt és vette át a vezetést. A szuperlágy gumikon rajtoló Evans a kilencedik körben érkezett a boxba, egy körrel csapattársa előtt. Miután Marciello Ghiottót megelőzve feljött a negyedik helyre, a kettes kanyarban rákezdett az eső. Sokan a boxba hajtottak esőgumiért nagy esőre várva, de csak a pálya magasabb területein esett, a célegyenes száraz volt. Ez a félig vizes pálya kifogott Gasly-n, a francia a hármas kanyarban pördült meg és ragadt a kavicságyba. Lynn ugyanabban a kanyarban hibázott és nem sok kellett ahhoz, hogy eltaláltja tavalyi csapattársa autóját, így a veszély miatt pályára jött a biztonsági autó. Az újraindítás után Giovinazzi megtartotta vezető helyét Marciello, Ghiotto és Rowland előtt. Nem sokáig tartott ezután a verseny: Kirchhöfer autója a kettes kanyar kigyorsításán forgott meg, majd fulladt le a pálya közepén. Újra jött a biztonsági autó, így a top 6 teljesíthette kötelező kiállásukat. Markelov számára azonban katasztrofálisan alakult a kerékcsere, az orosz pilóta a boxutca kijáratánál csapódott a szalagkorlátba. Ez előidézte a piros zászlót, mely sokaknál zavart okozott, Philo Paz Armand a boxutcába menet előzte meg a Campos autóit és a biztonsági autót is. Az újraindítás után a fordított stratégiájuknak köszönhetően a Campos Racing két autója állt megelőzve Marciellót. A leintésig már nem történt semmi, Evans megnyerte a futamot Gelael és Marciello előtt. Mögöttük Ghiotto, Eriksson, Rowland, Nato és King végeztek. Szirotkin eredetileg a nyolcadik lett, de megbüntették, mert előzött a biztonsági autó mögött, így a 12. helyen végzett.
| Helyezés                                | Rajtszám | Versenyző          | Csapat              | Futott kör | Idő/Kiesés oka | Rajthely | Pont |
| --------------------------------------- | -------- | ------------------ | ------------------- | ---------- | -------------- | -------- | ---- |
| 1.                                      | 7        | Mitch Evans        | Campos Racing       | 40         | 1:18:32,399    | 10       | 25+2 |
| 2.                                      | 8        | Sean Gelael        | Campos Racing       | 40         | +4,600         | 18       | 18   |
| 3.                                      | 9        | Raffaele Marciello | Russian Time        | 40         | +10,789        | 6        | 15   |
| 4.                                      | 15       | Luca Ghiotto       | Trident             | 40         | +12,363        | 4        | 12   |
| 5.                                      | 25       | Jimmy Eriksson     | Arden International | 40         | +12,691        | Boxutca  | 10   |
| 6.                                      | 22       | Oliver Rowland     | MP Motorsport       | 40         | +15,557        | 7        | 8    |
| 7.                                      | 3        | Norman Nato        | Racing Engineering  | 40         | +16,559        | 9        | 6    |
| 8.                                      | 4        | Jordan King        | Racing Engineering  | 40         | +22,762        | 13       | 4    |
| 9.                                      | 12       | Arthur Pic         | Rapax               | 40         | +24,738        | 12       | 2    |
| 10.                                     | 6        | Nicholas Latifi    | DAMS                | 40         | +25,629        | 20       | 1    |
| 11.                                     | 5        | Alex Lynn          | DAMS                | 40         | +27,000        | 8        |      |
| 12.[1]                                  | 2        | Szergej Szirotkin  | ART Grand Prix      | 40         | +19,708        | 1        | 4    |
| 13.[1]                                  | 11       | Gustav Malja       | Rapax               | 40         | +20,258        | 16       |      |
| 14.                                     | 23       | Daniël de Jong     | MP Motorsport       | 39         | +1 kör         | 19       |      |
| 15.                                     | 14       | Philo Paz Armand   | Trident             | 39         | +1 kör         | 21       |      |
| 16.                                     | 1        | René Binder        | ART Grand Prix      | 38         | +2 kör         | 15       |      |
| Ki                                      | 20       | Antonio Giovinazzi | Prema Racing        | 29         | Lefulladt      | 2        |      |
| Ki                                      | 10       | Artyom Markelov    | Carlin Motorsport   | 28         | Baleset        | 5        |      |
| Ki                                      | 19       | Marvin Kirchhöfer  | Carlin              | 26         | Baleset        | 11       |      |
| Ki                                      | 21       | Pierre Gasly       | Prema Racing        | 17         | Kicsúszás      | 3        |      |
| Ki                                      | 24       | Nabil Jeffri       | Arden International | 1          | Baleset        | 14       |      |
| Ki                                      | 18       | Sergio Canamasas   | Carlin              | 0          | Baleset        | 17       |      |
| Leggyorsabb kör: Mitch Evans (1:15,534) |          |                    |                     |            |                |          |      |

Megjegyzések:
- ↑ 1:  Szergej Szirotkin és Gustav Malja a verseny leintése után 10 másodperces "Stop ang Go" büntetést kaptak, mivel előztek a biztonsági autó mögött.[4]

## Sprintverseny
Az osztrák nagydíj sprintversenyét július 3-án, délelőtt tartották. A verseny a heves esőzés miatt a biztonsági autó mögött kezdődött el mielőtt a harmadik körben ténylegesen elindult a futam. King gyengén rajtolt, de ezt Nato nem tudta kihasználni. A hármas kanyarban Pic és Gelael akadtak össze, az indonéz pilóta a főversenyen kicsúszó Gasly-hoz hasonlóan a kavicságyban fejezte be a futamot. A biztonsági autó két kört töltött a pályán, a restartnál azonban most King jól eljött. Nato szenvedett a csúszós körülmények között, Rowland, Marciello és Ghiotto is megelőzte őt. Lynn nagyon ráérzett a körülményekre, hiszen a középmezőnyből rajtolva már az ötödik helyen haladt és hevesen csatázott Ghiottóval a negyedik helyért. Miután az eső elállt és a pálya elkezdett felszáradni Markelov rizikózott és tett fel szárazpályás abroncsokat a boxkiállásánál. Szerencséjére egy körrel később Latifi pördült meg az első kanyar után, ami miatt ismét pályára gurult a biztonsági autó. A középmezőny a boxba hajtott a slick gumikért, de a biztonsági autó csak egy kört töltött a pályán, így felérni már nem volt lehetőségük. Miközben Lynn Marciellót megelőzve feljött a dobogót érő harmadik helyre, mögöttük egy szép üldöző boly alakult ki, melyben Ghiotto, Szirotkin, Evans, Gasly és Giovinazzi küzdöttek a pozíciókért. Markelov a slick gumikkal csak két körrel a leintés előtt tudott csak gyorsabb kört futni, mint King az esőgumikon, de a már több egy percre rúgó hátrányát már nem tudta ledolgozni. King első GP2-es győzelmét aratta Rowland és Lynn előtt. Az utolsó kanyarban Ghiotto még megpördült, így ezt a futamát nem tudta pontra váltani, hiszen Marciello, Giovinazzi, Szirotkin, Gasly és Evans is elment mellette.
| Helyezés                                | Rajtszám | Versenyző          | Csapat              | Körök | Idő/Kiesés oka | Rajthely | Pont |
| --------------------------------------- | -------- | ------------------ | ------------------- | ----- | -------------- | -------- | ---- |
| 1.                                      | 4        | Jordan King        | Racing Engineering  | 28    | 44:34,966      | 1        | 15+2 |
| 2.                                      | 22       | Oliver Rowland     | MP Motorsport       | 28    | +6,019         | 3        | 12   |
| 3.                                      | 5        | Alex Lynn          | DAMS                | 28    | +7,702         | 11       | 10   |
| 4.                                      | 9        | Raffaele Marciello | Russian Time        | 28    | +10,234        | 6        | 8    |
| 5.                                      | 20       | Antonio Giovinazzi | Prema Racing        | 28    | +10,417        | 17       | 6    |
| 6.                                      | 2        | Szergej Szirotkin  | ART Grand Prix      | 28    | +11,821        | 12       | 4    |
| 7.                                      | 21       | Pierre Gasly       | Prema Racing        | 28    | +12,594        | 20       | 2    |
| 8.                                      | 7        | Mitch Evans        | Campos Racing       | 28    | +12,881        | 8        | 1    |
| 9.                                      | 15       | Luca Ghiotto       | Trident             | 28    | +15,878        | 5        |      |
| 10.                                     | 18       | Sergio Canamasas   | Carlin              | 28    | +35,019        | 22       |      |
| 11.                                     | 10       | Artyom Markelov    | Russian Time        | 28    | +57,740        | 18       |      |
| 12.                                     | 3        | Norman Nato        | Racing Engineering  | 28    | +1:00,076      | 2        |      |
| 13.                                     | 25       | Jimmy Eriksson     | Arden International | 28    | +1:00,107      | 4        |      |
| 14.                                     | 14       | Philo Paz Armand   | Trident             | 28    | +1:16,880      | 15       |      |
| 15.                                     | 1        | René Binder        | ART Grand Prix      | 28    | +1:17,325      | 16       |      |
| 16.                                     | 11       | Gustav Malja       | Rapax               | 27    | +1 kör         | 13       |      |
| 17.                                     | 24       | Nabil Jeffri       | Arden International | 27    | +1 kör         | 21       |      |
| 18.                                     | 12       | Arthur Pic         | Rapax               | 27    | +1 kör         | 9        |      |
| 19.                                     | 19       | Marvin Kirchhöfer  | Carlin              | 27    | +1 kör         | 19       |      |
| 20.                                     | 23       | Daniël de Jong     | MP Motorsport       | 27    | +1 kör         | 14       |      |
| Ki                                      | 6        | Nicholas Latifi    | DAMS                | 20    | Kicsúszás      | 10       |      |
| Ki                                      | 8        | Sean Gelael        | Campos Racing       | 3     | Kicsúszás      | 7        |      |
| Leggyorsabb kör: Jordan King (1:25,150) |          |                    |                     |       |                |          |      |

## A bajnokság állása
(Teljes táblázat)
| H  | Versenyzők         | Pont | H  | Konstruktőrök      | Pont |
| -- | ------------------ | ---- | -- | ------------------ | ---- |
| 1. | Raffaele Marciello | 66   | 1. | Russian Time       | 120  |
| 2. | Mitch Evans        | 56   | 2. | Racing Engineering | 100  |
| 3. | Norman Nato        | 55   | 3. | Prema Racing       | 97   |
| 4. | Artyom Markelov    | 54   | 4. | Campos Racing      | 80   |
| 5. | Oliver Rowland     | 54   | 5. | ART Grand Prix     | 76   |